# George Dodington (1er baron Melcombe)
George Bubb Dodington (1691 - 28 juillet 1762) est un homme politique whig anglais, qui siège à la Chambre des communes de 1715 à 1761 .

## Biographie
Baptisé George Bubb, il est le fils aîné de Jeremiah Bubb de Foy, Herefordshire et de son épouse Mary Dodington, fille de John Dodington de Dodington, Somerset. Son père est mort en 1696 et il est pris en charge par son oncle George Dodington. Il fait ses études au Winchester College en 1703 et s'inscrit au collège d'Exeter le 10 juillet 1707, à l'âge de 16 ans. Il est admis au Lincoln's Inn en 1711 et entreprend un Grand Tour de 1711 à 1713 .
Il est élu député de Winchelsea aux élections générales britanniques de 1715. Il est nommé comme envoyé en Espagne de 1715 à 1717. Il change son nom de famille pour Dodington par une loi du Parlement en 1717. En 1720, il est nommé greffier des Pells pour l'Irlande. Son oncle meurt en 1720 et lui laisse sa succession. Il est Lord Lieutenant du Somerset de 1721 à 1744. Aux élections générales britanniques de 1722, il est réélu député de Bridgwater. Il se rallie à Walpole, qui le nomme Lord du Trésor en 1724. En 1726, il adresse à Walpole une lettre poétique adulatoire dans laquelle il loue la loyauté en tant que vertu politique suprême. Il épouse Katherine Behan en secret, vers 1725. Il est réélu à nouveau pour Bridgwater aux élections générales britanniques de 1727 . Très riche, il devient un ami de Frédéric de Galles, qui profite de leur relation pour obtenir des emprunts lui permettant de rembourser ses dettes. Après avoir été expulsé du palais de Saint-James par son père, le roi George II, il s'installe dans une maison londonienne appartenant à Dodington.
Dodington est réélu pour Bridgwater à nouveau en 1734, ainsi que pour Melcombe Regis, et en 1741, pour Appleby, en choisissant de rester les deux fois à Bridgewater. Il est nommé trésorier de la marine en 1744 et devient conseiller privé le 3 janvier 1745. Il est de nouveau réélu pour Bridgwater en 1747 et est trésorier de la chambre du prince de Galles de 1749 à 1751 .
Aux élections générales britanniques de 1754, Dodington est réélu pour Melcombe Regis. Il est à nouveau trésorier de la marine de décembre 1755 à novembre 1756. Il est créé baron Melcombe le 6 avril 1761 .

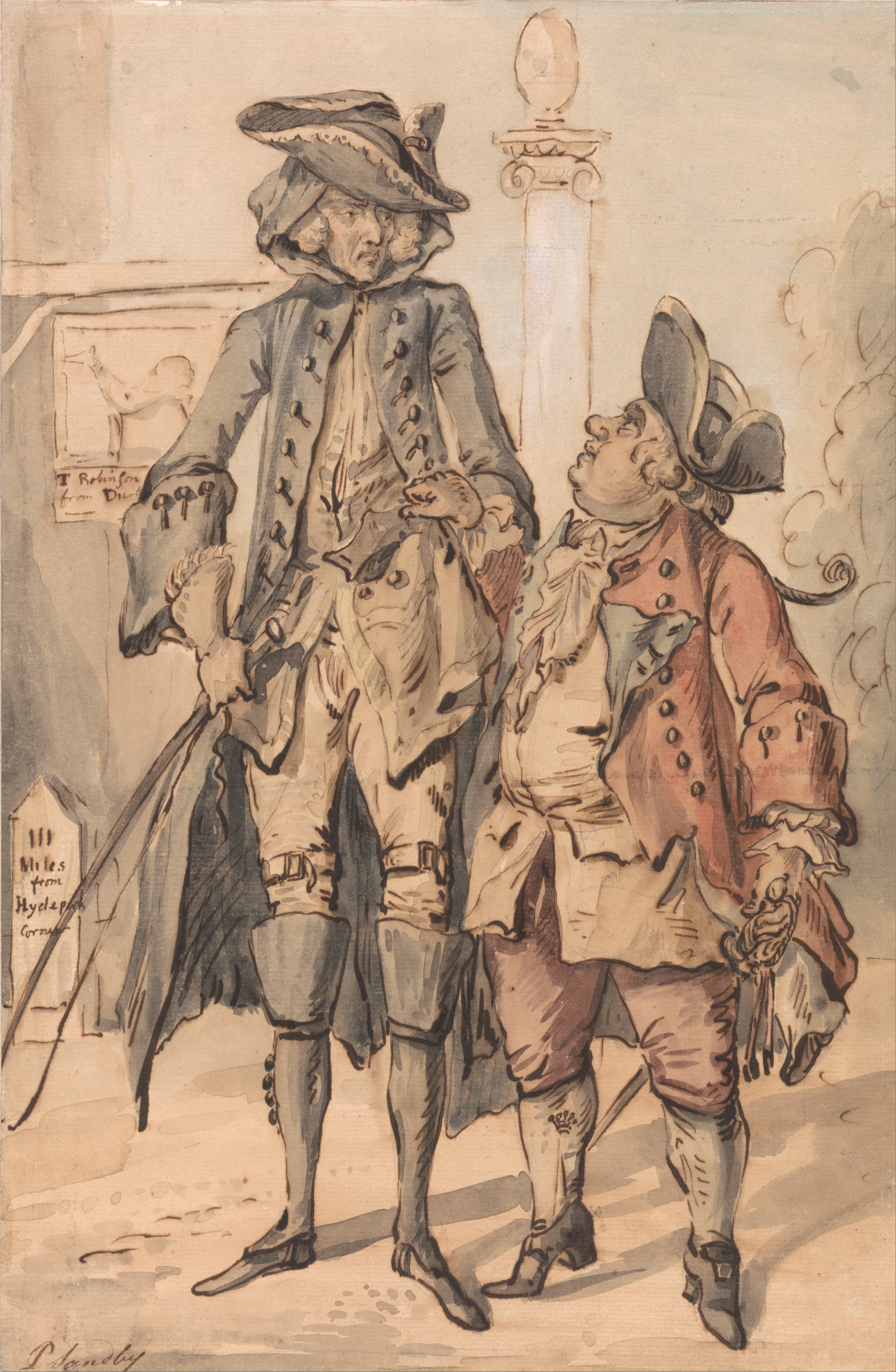
Caricature de George Bubb Dodington et Thomas Robinson

Dodington a de nombreux contacts avec des artistes et est un collectionneur, achetant des antiquités via le cardinal Albani à Rome . Sa maison à Hammersmith, connue sous le nom de «La Trappe» (référence ironique à un monastère trappiste) est le centre d'un salon politique et culturel animé des partisans de Frederick, prince de Galles, dont le palais à Kew est situé de l'autre côté de la rivière. Elle est conçue par l'architecte néo- palladien Roger Morris qui a été liée au cercle de Lord Burlington  et la galerie de sculptures est conçue par l'architecte italien et concepteur de feux d'artifice Giovanni Niccolò Servandoni . Dodington aurait été impliqué dans un réseau d'espionnage, recueillant des informations précieuses sur les activités jacobites. En 1761, à la suite de l'accession du fils de Frédéric au trône sous le nom de George III, il est créé baron Melcombe.
L’historien NAM Rodger décrit Dodington comme un « imbécile infatigable. » Dodington est représenté dans la gravure de William Hogarth en 1761, Five Orders of Periwigs; son journal est publié à titre posthume en 1784 par Henry Penruddocke Wyndham.